# 瀬在良男
瀬在 良男（せざい よしお、1926年（大正15年）2月20日 - 2001年（平成13年）4月15日）は、日本の哲学研究者。日本大学第9代総長。

## 来歴
長野県埴科郡五加村内川（現千曲市）に医師の次男として生まれる。医学者で第10代日本大学総長の瀬在幸安は実弟。
旧制屋代中学（長野県屋代高等学校）を経て、1950年（昭和25年）日本大学法文学部文学科を卒業、母校専任講師となる。1958年（昭和33年）に日本大学助教授となる。1964年（昭和39年）から翌年の昭和40年度まで南カリフォルニア大学に留学し、大学院哲学専攻博士課程修了。帰国後、1967年（昭和42年）日本大学文理学部の教授となり、1975年（昭和50年）に文学博士（日本大学）。論文の題は「行動論的価値論の研究」。1976年（昭和51年）にフロリダ州立大学客員教授に就任。通信教育部長、副総長、文理学部長を経て、1993年（平成5年）から1996年（平成8年）まで日本大学総長。
大学の自己点検・評価制度の推進、健全な財政基盤の確立、企画・立案機能の強化などに取り組み、文部省の大学設置審議会委員も務めた。

## 役職
- 日本科学哲学会理事
- 日本私立大学連盟常務理事
- 私学研修福祉会理事長
- 日本哲学会会員
- 国際哲学会議会員

## 著書
- 「実存と論理―ハイデッガーの実存論哲学序説」1955年 駿河台出版社
- 「実存と分析の論理―言語の一般認識論序説」1958年 学芸書房
- 「一般記号論序説―記号と行動の論理」 1960年 駿河台出版社
- 「哲学の諸問題」 1962年 駿河台出版社
- 「記号論序説―その歴史と体系」 1970年 駿河台出版社
- 「行動論的価値論の研究」 1976年 駿河台出版社
- （翻訳）ジョン・ホスパーズ著「分析哲学入門 5―論理学」1971年 法政大学出版局